# المعهد الوطني للفنون الجميلة بتطوان
المعهد الوطني للفنون الجميلة بتطوان (بالفرنسية: Institut National des Beaux-Arts INBA)‏ هو مؤسسة عليا للتكوين في مجال الفنون التشكيلية والبصرية والتطبيقية، مقرها مدينة تطوان شمال المغرب، تأسست سنة 1945.

## الشُعب
1. شعبة الفنون التشكيلية
2. شعبة التصميم والفنون التطبيقية
3. شعبة الأشرطة المرسومة
1. الرسم
2. تصميم الرسوميات
3. قصص مصورة
4. النحت
5. النقش
6. الرسومات الحاسوبية [1]

## أحداث مهمة
نظم المعهد الأحداث الفنية الآتية
- 21-27 نوفمبر 2022، النسخة الخامسة عشر نصف السنوية من ملتقى مدارس الفن في البحر الأبيض المتوسط.
- 25 - 30 أكتوبر 2014، النسخة الرابعة عشر من الملتقى الدولي للقصص المصورة.
- 21-23 نوفمبر 2019، النسخة الثانية من حدث تطوان للتصميم.

## وصلات خارجية
- الموقع الرسمي للمعهد